# Charollais
Charollais es una raza de ovino, procedente de Francia, se originó en el año 1800. Se ha exportado a nivel internacional, y se utiliza comúnmente en el Reino Unido para producir corderos.

## Características
Los machos, en la madurez, pesan 135 kg, y las hembras pesan 90 kg. La raza tiene buena protección para el frío. Usados como doble propósito, carne y Lana. Su cara es de color rosado, producen entre 2 y 2,5 kg de lana, las mechas miden hasta 6 cm, y su finura llega a las 60 µm.